# تسوبليتز
تسوبليتز (بالألمانية: Zöblitz) هي مستوطنة تقع في مارينبرغ في ألمانيا. يقدر عدد سكانها بـ 2,810 نسمة .